# Терикон
Териконите (от френски: terri – куп от изкопан материал, и conique – конусовиден) са изкуствени хълмове, образувани от насипването на остатъчни материали на добивната промишленост
Това са отстранени слоеве, покриващи полезните изкопаеми, и други скални материали, изкопани при разработването на мините. Най-често са съставени от шисти или пясъчници и имат конична форма, откъдето идва и наименованието им.